# 肖普号驱逐舰
肖普号驱逐舰（USS Shoup (DDG-86)）是美国海军阿利·伯克级驱逐舰的第三十六艘，以海军陆战队上将戴维·M·肖普命名。
肖普号驱逐舰于1999年12月13日在密西西比州帕斯卡古拉的英戈尔斯造船厂安放龙骨，2000年11月22日下水，2002年6月22日服役。